# 三汇镇 (合川区)
三汇镇，是中华人民共和国重庆市合川区下辖的一个乡镇级行政单位。

## 行政区划
三汇镇下辖以下地区：
汇北社区、汇南社区、汇宾社区、汇源社区、星寨村、康佳村、大田村、榆钱村、元寨村、八字村、老龙村、响水村和长胜村。